# Constantin Alexandru
Constantin Alexandru, född 15 december 1953 i Constanța, död 10 augusti 2014, var en rumänsk brottare som tog OS-silver i lätt flugviktsbrottning i den grekisk-romerska klassen 1980 i Moskva.